# Iglesia de San Esteban (Venecia)
La iglesia de San Esteban (del italiano: Chiesa di Santo Stefano) es un gran edificio religioso de Venecia (Véneto, Italia), en el extremo septentrional de campo Santo Stefano (San Esteban), en el sestiere de San Marco, no lejos del puente de la Academia. 

## Historia

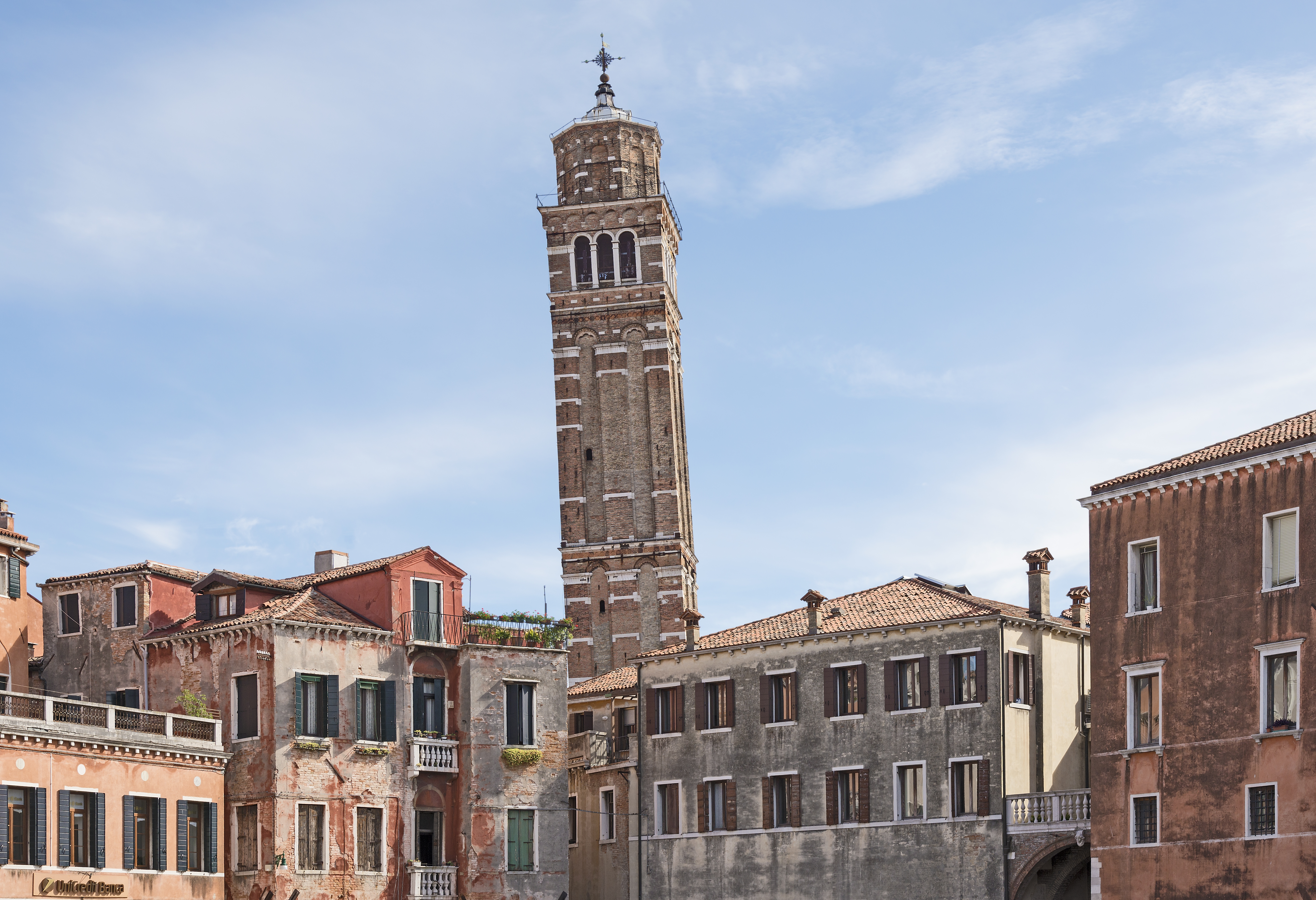
El campanario inclinado visto desde campo Sant'Angelo

Fue fundada en el siglo XIII, reconstruida en el XIV y alterada de nuevo a principios del siglo XV, cuando se añadieron una fina entrada gótica y un techo con forma de quilla. El alto interior es también gótico y tiene tres ábsides. Fue a menudo escenario de episodios de violencia, e incluso de homicidios, motivo por el cual a lo largo de los siglos fue consagrada seis veces. 
San Esteban es la iglesia de una de las parroquias del Vicariado de San Marco-Castello. Las otras iglesias de la parroquia son San Samuele, San Maurizio, San Vidal y el oratorio de San Angelo degli Zoppi.

## Arquitectura

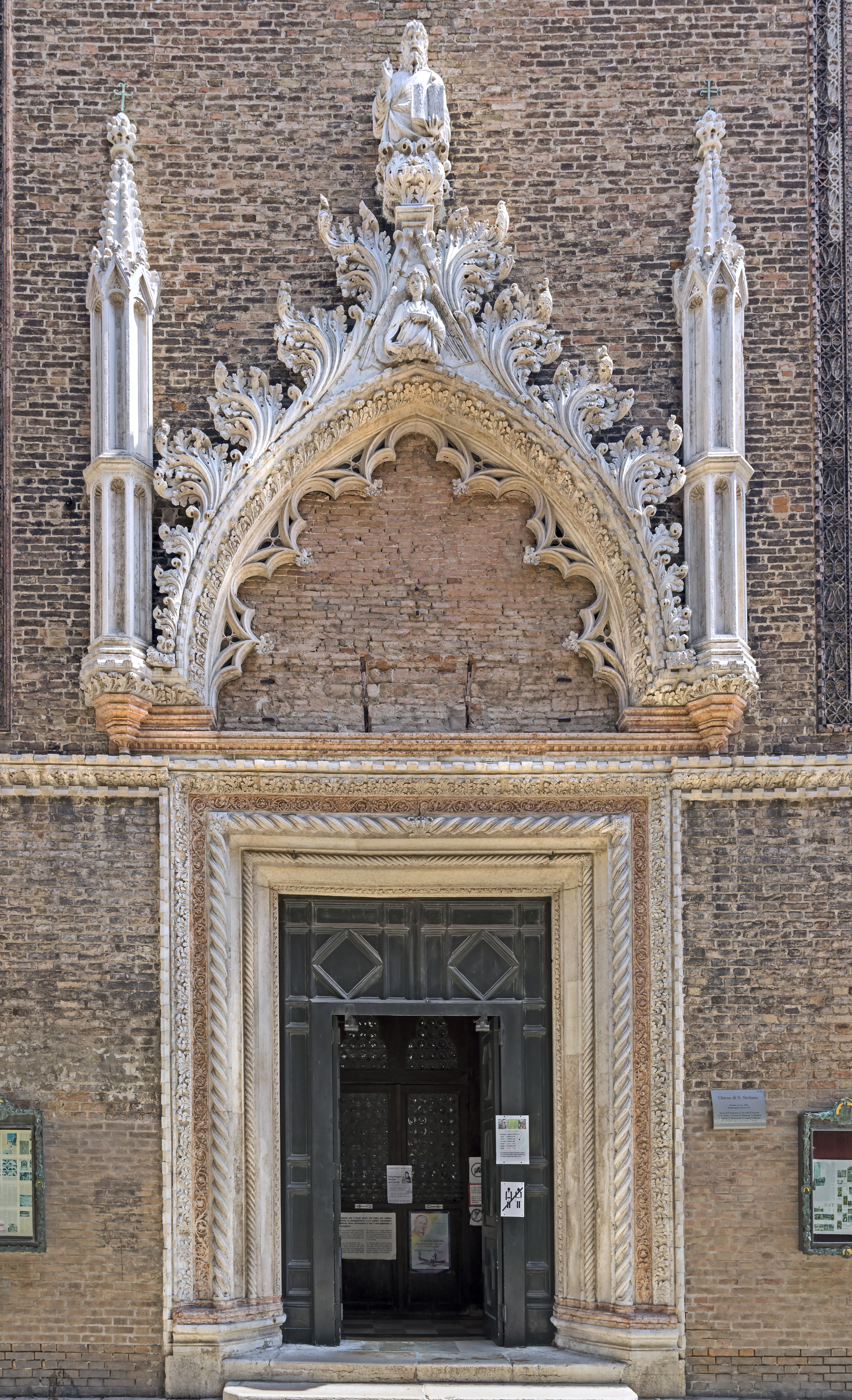
Portal gótico flamígero de la iglesia de San Esteban de Venecia, de 1442, atribuido a la bodega de Bartolomeo Bon.

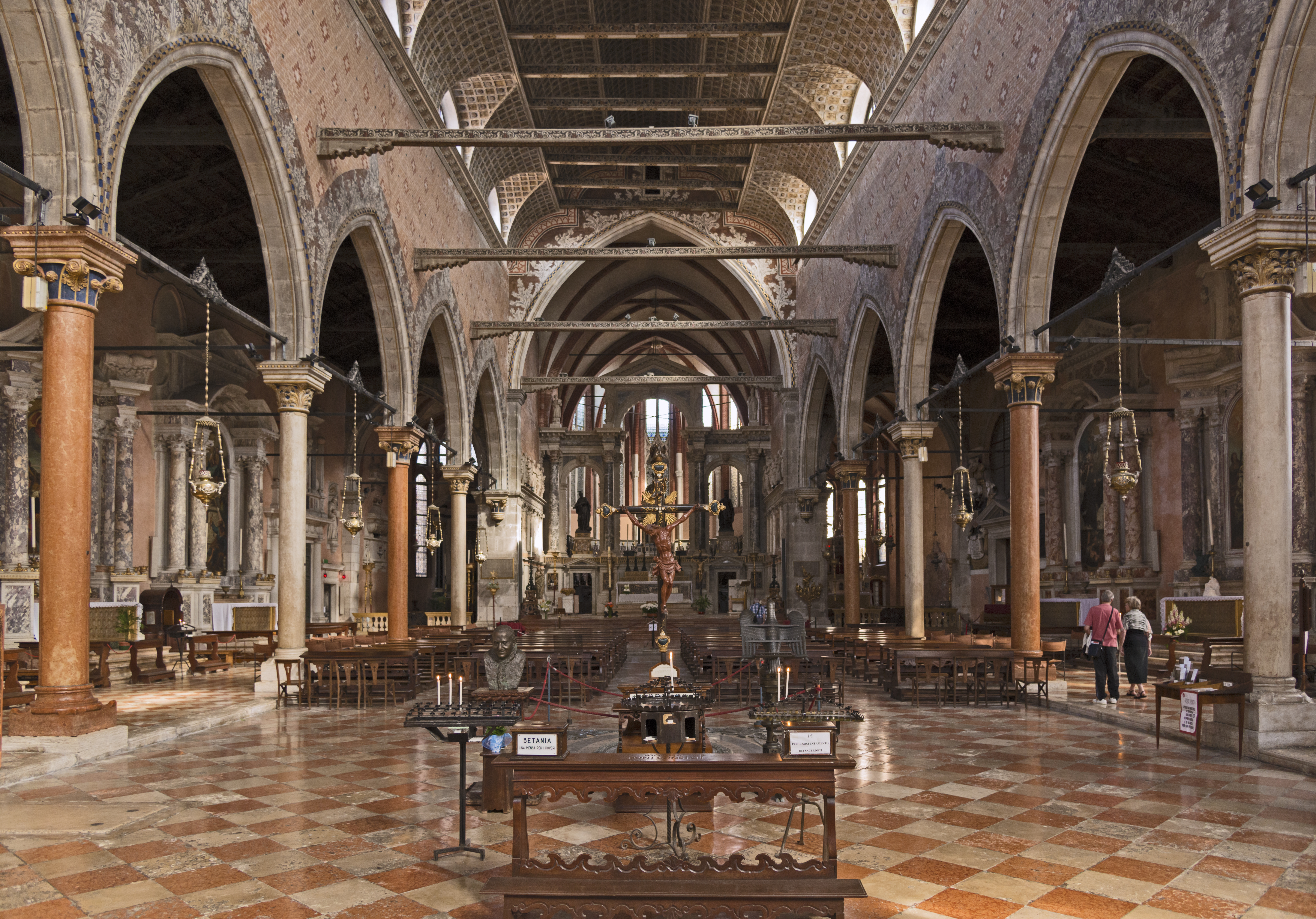
Interior de la iglesia de San Esteban.

El imponente portal gótico flamígero de la iglesia es obra de Bartolomeo Bon. El techo presenta una estructura en forma de quilla de nave, recorrido por tirantes tallados y columnas de mármol de Verona.
Caso casi único en la ciudad, el ábside de la iglesia es también un puente por debajo del cual corre un río navegable. El campanario de la iglesia, muy alto, de planta románica con cella de tres arcos y rematado por un tambor octogonal, está caracterizado por una acentuada inclinación.

## Obras de arte
- Antonio Canova (estela conmemorando a Giovanni Falier en el baptisterio)
- Pietro Lombardo (tumba de Giacomo Surian)
- Tullio Lombardo (se le atribuyen las dos estatuillas de mármol en la sacristía)
- Tintoretto (La agonía en el jardín, La última cena y El lavatorio de pies, todas en la sacristía)
- Paolo Veneziano (Crucifijo pintado en la sacristía)
- Bartolomeo Vivarini (San Lorenzo y San Nicolás de Bari en la sacristía)

## Monumentos funerarios
- Dogo Andrea Contarini († 1382)
- Giovanni Falier
- Francesco Morosini
- Giacomo Surian
- Giovanni Gabrieli († 1612) Gran compositor y veneciano y organista de San Marcos

En la entrada se encuentra un majestuoso cenotafio conmemorativo del dogo Francesco Morosini, que en realidad está sepultado en la iglesia de San Nicolás de Tolentino.